# Gangregler
Der Gangregler ist ein mechanisches Schwingsystem, das in der Räderuhr verwendet wird und deren Takt vorgibt, beziehungsweise zusammen mit der Hemmung für deren gleichmäßigen Gang sorgt. Folgende Schwingsysteme werden verwendet:

## Schwingsysteme
- Schwerependel: Die Pendelmasse wird beim Ausschwingen gehoben. Ihre kinetische Energie wird in potentielle Energie der Lage umgewandelt. Beim Rückschwingen bis in die Mittellage kehrt sich die Umwandlung um. Das Pendel schwingt infolge seiner wieder gewonnenen kinetischen Energie in die andere Endlage weiter. Mit dem Pendel erhielt die Räderuhr erstmals ein System mit Eigenschwingungsfähigkeit. Es folgte dem Foliot, mit dem die Gangregelung nur annähernd möglich ist.
- Unruh mit Spiralfeder: Die rotierende Unruh-Masse hat bei maximalem Drehausschlag ihre kinetische Energie an die elastisch verformte Feder abgegeben, die jetzt Verformungsenergie enthält und die Unruh in deren Mittelstellung zurücktreibt. Mit wieder gewonnener kinetischer Energie dreht die Unruh in die andere Endlage weiter. Erst die Verwendung der Unruh mit Feder erlaubte den Bau von lageunabhängigen Uhren (Taschenuhren).
- Torsionspendel mit Torsionsdraht (Drehpendel): Die rotierende „Pendel“-Masse tordiert den Draht, an dem sie hängt, bis ihre kinetische Energie aufgebraucht ist. Vor der Umkehr der Drehrichtung steckt alle Energie als Verformungsenergie im elastisch tordierten Draht. In ihrer Mittellage hat die Masse alle kinetische Energie zurückerhalten und dreht in die andere Endlage weiter.  Die Schwingungsdauer einer Drehpendeluhr hat die Größenordnung von Minuten (Sekunden bei den anderen Räderuhren). Der Energiebedarf ist sehr gering, es werden Laufzeiten von mehreren Monaten erreicht. Das Torsionspendel ist extrem stoßempfindlich. Man stellt solche Uhren unter eine Glasglocke und erreicht dadurch nochmals eine Verlängerung der Laufzeit, weil Reibungsverluste bei bewegter Luft im Zimmer vermieden werden.

## Uhren ohne mechanisches Schwingsystem
- Elementaruhren (Wasseruhr, Sanduhr, Sonnenuhr).
- Foliot-Uhren: Das Foliot (oder die Waag) wurde vor der Erfindung des Uhrenpendels angewendet. Es hat aber keine Eigenschwingfähigkeit.
- Kugelumlaufuhren: Die umlaufende Kugel hat wie das Foliot keine Eigenschwingfähigkeit.

## Taktgeber in elektromechanischen Uhren
- Synchronmotor: Der Taktgeber befindet sich außerhalb der Synchronmotoruhr und hält die Eigenfrequenz der Wechselstromquelle konstant.
- Elektrisch angeregte mechanische Schwinger (Oszillatoren) in Stimmgabeluhr, Quarzuhr oder Atomuhr.